# Hans Schindowski
Hans Schindowski (* 11. Juli 1904 in Königsberg; † nach 1964) war ein deutscher Volkswirt, beigeordneter Bürgermeister in Tilsit und Sturmbannführer beim Sicherheitsdienst der SS.

## Leben
Hans Otto Schindowski studierte Volks- und Betriebswirtschaft in Königsberg und Frankfurt/Main und promovierte zum Dr. rer. pol. Von 1924 bis 1930 war er neben dem Studium Statistiker in Frankfurt/Main. Zwischen 1931 und 1932 gehörte er zum Bürgermeisteramt in Königsberg. Von 1933 bis 1935 war er Bürgermeister in Lyck/Ostpreußen, von 1935 bis 31. Januar 1938 Stadtkämmerer in Gumbinnen und ab 1. Februar 1938 beigeordneter Bürgermeister in Tilsit/Ostpreußen.
Schindowski trat am 1. Dezember 1931 in die NSDAP ein (Nr. 854794) und war seit 1932 Mitglied der SS (Nr. 51388).

## Sicherheitsdienst der SS
Der SD in Tilsit unter Gestapo- und SD-Chef Heinz Gräfe war ab 1938 intensiv in der geheimen Aufklärung gegen das Memelgebiet und Litauen mit Hilfe der Volksdeutschen und des deutschen Kulturverbands tätig. Schindowskis spätere enge Bindung an Gräfe deutet darauf hin, dass er bereits während seiner Zeit in Tilsit für den SD wahrscheinlich als ehrenamtliches SD-Mitglied tätig war.
Im Frühjahr 1941 arbeitete Schindowski im Auftrag des SD in der deutsch-russischen Umsiedlungskommission in Estland und brachte während der Nachumsiedlung mit Hilfe des baltendeutschen Germanisten Andreas von Weiss den estnischen Juristen und V-Mann des SD Hjalmar Mäe nach Deutschland, der in Estland wegen eines Putschversuchs von 1935–38 inhaftiert gewesen war. Mäe war bei der ersten Umsiedlung der Volksdeutschen 1939/40 als Este nicht berücksichtigt worden.
Im Frühsommer 1941 hatte Reinhard Heydrich vor dem Russland-Feldzug die Einsatzgruppen von Sipo und SD in Pretzsch und Bad Düben zusammengefasst. Sie sollten die Gegner des Reiches in der Sowjetunion liquidieren. Heinz Gräfe hielt in Bad Schmiedeberg vor den dort versammelten Führern der Einsatzgruppen einen Vortrag über die Verhältnisse in der Sowjetunion aus Sicht des SD, während sein vormaliger Tilsiter Kollege Hans Schindowski hier speziell auf die baltischen Länder einging. Ziel des Unterrichts war die Verbesserung des Kenntnisstandes der Einsatzgruppen-Angehörigen über die Sowjetunion aus Sicht des SS-Auslandsnachrichtendienstes, wobei natürlich auch die Interessen des SD in Sachen Nachrichtengewinnung eine Rolle spielten. Gräfe und Schindowski ging es unter anderem darum, mit Hilfe der SD-Angehörigen in der Einsatzgruppe A Vertrauensleute des SD in den lokalen Innenverwaltungen im Baltikum zu verankern. Sie sollten die Polizeiaufgaben von Sipo und SD im Besatzungsapparat unterstützen. Beteiligt an diesen Absichten war außerdem Obersturmbannführer im SD Peter Kleist, der sowohl für die Dienststelle Ribbentrop wie auch für das Reichsministerium für die besetzten Ostgebiete (kurz Ostministerium) als Berater bei der Heeresgruppe Nord im Baltikum wirkte.
Schindowski gehörte dann von Juni 1941 bis Anfang 1942 als Sturmbannführer zur Abteilung III (SD) der Einsatzgruppe A im Baltikum unter Sturmbannführer Karl Tschierschky. Die Einsatzgruppe A unter Walter Stahlecker meldete im Stahlecker-Bericht bis zum 31. Januar 1942 insgesamt 249.420 getötete Juden und das Baltikum „judenfrei“. Zusammen mit SD-Obersturmbannführer Peter Kleist gelang es Schindowski, den mit der Einsatzgruppe A nach Estland gekommenen Hjalmar Mäe als SD-Vertrauten zunächst in der Besatzungsverwaltung der Wehrmacht zu installieren. Mäe übernahm zunächst im August 1941 die Estnische Innenverwaltung im rückwärtigen Heeresgebiet Nord unter General Franz von Roques. Ab Dezember 1941 war Mäe im Generalkommissariat Estland Direktor für Bildung und Justiz und Generaldirektor für Inneres. Eine estländische Regierungskommission hat 1998 Hjalmar Mäe als Hauptverantwortlichen in der estnischen Selbstverwaltung für Kriegsverbrechen und Verbrechen gegen die Menschlichkeit durch estnische Polizei- und SS-Einheiten unter deutscher Herrschaft bezeichnet.
Spätestens am 1. Januar 1942 wurde Sturmbannführer Schindowski hauptamtliches Mitglied des SD, denn die Gestapo in Tilsit beantragte zu diesem Datum die Freistellung von Schindowski für das RSHA. Anfang 1942 war Schindowski für Gräfes Amtsgruppe VI C beim Aufbau des Unternehmen Zeppelin eingesetzt. Im Auftrag von Heinz Gräfe ließen Anfang 1942 Sturmbannführer Hans Schindowski und Hauptsturmführer Emil Haussmann im Lager Sudauen (Suwalki) gefangene Russen im Auftrag des SD befragen. Schindowski nutzte dabei die alten Kontakte aus seiner Tilsiter Zeit, denn das Lager Suwalki wurde von der Gestapo Tilsit betreut. Dabei stieß er auf den russischen Oberstleutnant Wladimir Gil, der im Auftrag der Gestapo Tilsit russische Funktionäre und Juden unter den Gefangenen zu identifizieren hatte. Gil hatte sich die Gunst der Gestapo damit erkauft, dass er den Deutschen russische Landsleute ans Messer lieferte, die anschließend von der Gestapo hingerichtet wurden. Ausgerechnet die Gestapo-V-Leute um Gil pickten sich Schindowski und Haussmann heraus, um Russen für das Unternehmen Zeppelin abzuwerben. Die Russen wurden von Schindowski mit dem Argument geködert, dass sie im Falle einer Bewährung im Krieg später in der Führung eines nichtbolschewistischen Russlands berücksichtigt werden sollten.
Gil und seine Leute wurden als Kampfbund DRUSCHINA übernommen, kurz im KZ Sachsenhausen ausgebildet und dann nach Jablon im Distrikt Lublin verlegt. Dort befand sich ab März 1942 ein Zeppelin-Stab für die Ausbildung geeigneter Zeppelin-Agenten russischer Nationalität unter SD-Hauptsturmführer Kuno Callsen. Jablon wurde im Frühjahr 1942 das Hauptausbildungslager für russische Agenten bei Zeppelin. Die Leitung des Zeppelin-Stabes im „SS-Sonderlager Jablon“ übernahm schließlich Hans Schindowski, während Kuno Callsen sein Stellvertreter wurde. Hauptsturmführer Emil Haussmann, der bereits in Suwalki bei der Personalauswahl half, hatte das Aufgabengebiet Propaganda zu verantworten und Obersturmführer Fred Grube vom „Wannsee-Institut“ leitete die Informationsbeschaffung aus der Sowjetunion. Am 16. Juni 1942 bat Schindowski per Telegramm Heinz Gräfe im RSHA um Zustimmung, den volksdeutschen Wachmann Bär wegen einer Vergewaltigung vor versammelter Mannschaft erschießen zu lassen, um die übrigen Wachleute zu disziplinieren, die trotz bester Verpflegung in Jablon Lebensmittel geraubt hatten. Das bemerkenswerte an diesem Vorgang ist, dass Exekutivmaßnahmen auch bei Zeppelin nicht nur erwogen, sondern auch durchgeführt wurden, wie andere belegbare Fälle zeigen. Exekutionen durch Angehörige von Zeppelin wurden in den Nachkriegsverfahren immer mit der Begründung verneint, man habe beim Amt VI keine Exekutivbefugnisse gehabt. Nachdem das Sonderlager im Juni 1942 seine volle Einsatzbereitschaft erlangte, übergab Schindowski das Kommando an Hauptsturmführer Wilhelm Lehmann.
Von Jablon aus wurde DRUSCHINA bereits zu den ersten Partisanen-Säuberungsaktionen im Raum Jablon-Parczew eingesetzt. Im Mai 1942 war die Einheit im Partisanenkampf im Raum Newel bei der Einsatzgruppe B eingesetzt. Danach war DRUSCHINA war bei der Liquidierung jüdischer Ghettos im Rahmen der „Aktion Reinhardt“ in den Kreisen Parczew, Tomaszów, Zamosc und Rawa beteiligt und soll dabei etwa 1500 Juden und Polen ermordet haben.
Im März 1943 übernahm Hans Schindowski das neue Hauptkommando Mitte des Unternehmen Zeppelin in Glebokie am Velikoje-See in Weißrussland nördlich von Minsk. Die ihm erneut unterstellte DRUSCHINA-Brigade von Wladimir Gil war im Ort Luzhki nördlich von Glebokie untergebracht. Die DRUSCHINA war bei der Partisanenjagd eingesetzt. Die DRUSCHINA entwickelte danach in den Augen von Schindowski ein Eigenleben mit entsprechenden negativen Auswirkungen. Bei einer Besprechung in Berlin im März 1943, an der Heinz Gräfe, Erich Hengelhaupt, Hans Schindowski und Hauptsturmführer Theodor Girgensohn teilnahmen, wurde beschlossen, den Kampfbund von Gil-Rodionow durch verlässliche Altemigranten der Abwehr II als Instrukteure von innen heraus zu erneuern. Der Altemigrant Sergej Iwanow und seine Leute trafen für Schindowski überraschend am 29. März in Glebokie mit weitreichenden Vollmachten ein. Der überrumpelte Schindowski sorgte umgehend für eine Klärung der Verhältnisse im Rahmen einer erneuten Besprechung in Berlin am 8. April 1943 bei Heinz Gräfe, an der Erich Hengelhaupt, der neue Zeppelin-Leiter Walter Kurreck, Schindowski selbst und die beiden Emigranten Sergej Iwanow und Igor Sacharow teilnahmen. Danach wurde Iwanow dem Leiter des Hauptkommandos Mitte, also Schindowski unterstellt. Letztlich musste Schindowski aber doch Kompetenzen an Iwanow abgeben. Ein deutsches Rahmenkommando wie bei der DRUSCHINA war nämlich nicht vorgesehen. Danach kam es in Luzhki zu einer versuchten Meuterei und dann während weiterer Partisaneneinsätze im April 1943 zur erneuten Desertion von 36 Kämpfern der DRUSCHINA. Die als Rädelsführer identifizierten russischen Aktivisten wurden alsbald erschossen. Im Mai/Juni 1943 nahm DRUSCHINA am Unternehmen Cottbus gegen Partisanen im Rahmen des SS-Sonderverbands Dirlewanger in Weißrussland teil. Der SS-Sonderverband Dirlewanger zählte 14.000 weißrussische Todesopfer, wovon etwa 90 Prozent Zivilisten waren.
Zwei Monate nach dem Umzug des Hauptkommandos Mitte nach Pleskau übergab Schindowski die Führung des Hauptkommandos an seinen Stellvertreter Otto Kraus und übernahm einen neuen Posten im RSHA. Schindowski gehörte im RSHA zum Amt VI Kult, wie der Amtschef VI Walter Schellenberg berichtete. Im November 1944 übernahm Schindowski das Referat VI A 7 im Zentralbereich des RSHA unter Martin Sandberger.

## Nachkriegszeit
Schindowski war ab den 1950er Jahren Geschäftsführer der HAPAG Gefolgschaftshilfe GmbH, also der Pensionskasse der HAPAG-Reederei in Hamburg, Am Ballindamm. Später wurde er Personalchef der HAPAG. Hans Schindowski taucht in verschiedenen Verfahren ab 1960 wegen seiner Kriegsvergangenheit auf, so im sogenannten Zeppelin-Verfahren, wo er am 8. April 1964 polizeilich vernommen wurde oder im Verfahren gegen Gerhard Maywald, wo Schindowski als Angehöriger des BdS Ostland aufgeführt war. Verurteilungen sind nicht bekannt. Die Generalstaatsanwaltschaft beim Kammergericht in Berlin führte im Rahmen der Arbeitsgruppe RSHA ebenfalls eine Akte über Schindowski.